# Nébularine
La nébularine est un composé organique de formule brute C10H23N4O4, appartenant à la famille des purines. Il s'agit d'un ribonucléoside, dont l'adénosine est le précurseur.

## Origines
Ce composé a été isolé en 1953 par le chimiste suédois Nils Löfgren et ses collègues à partir d'un métabolite secondaire du champignon Clitocybe nebularis, source étymologique de son nom. Par la suite, il est également trouvé chez la bactérie Streptomyces yokosukanensis et certaines bactéries mésophiles du genre Microbispora (en). La trop faible quantité  de nébularine dans le champignon ne permettant pas une extraction suffisante par culture mycélienne, le composé est produit par biotechnologie à partir de la bactérie  S. yokosukanensis ou par synthèse chimique.

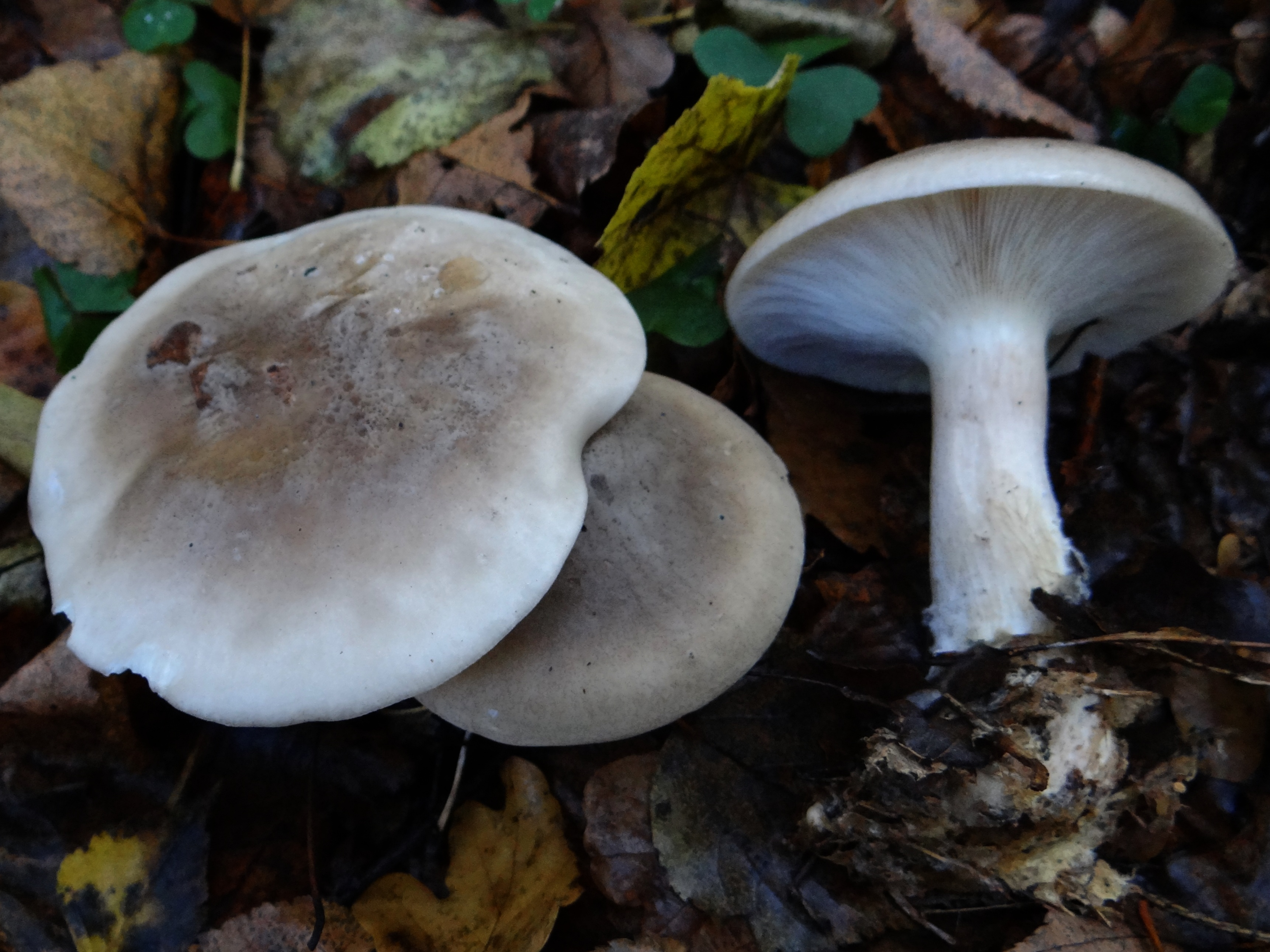
Clitocybe nebularis, le Clitocybe nébuleux.

## Propriétés
La nébularine montre une activité antivirale contre les virus Influenzavirus B ; antibiotique contre des bactéries du genre Mycobacterium et Brucella abortus ; antiparasitaire contre Entamoeba histolytica et Schistosoma mansoni ainsi qu'oncostatique. Elle a également une activité antifongique modérée.
Elle a aussi un très fort effet inhibiteur sur la croissance des semis de blé, de laitue, d'épinards et de carottes. C'est un antagoniste puissant de l'activité des cytokinines, comme l'ont démontré les essais biologiques sur Amaranthus et la sénescence des feuilles. Il s'est également avéré être un inhibiteur non compétitif de la xanthine oxydase.